# C. Benz Söhne

C. Benz Söhne (К. Бенц Зьоне, укр. — Сини К. Бенца) — з 1906 року німецький виробник автомобілів. Штаб-квартира розташована в Ладенбурзі. У 1924 році компанія припинила виробництво автомобілів.

## Карл Бенц
Ще в 1889 році фірма Benz & Cie, заснована Карлом Бенцем, стала акціонерним товариством, відповідно, керувати підприємством став не «батько» автомобіля, а фінансові ділки — Фрідріх фон Фішер і Юлій Гансс. Останній на початку 20 століття привів на роботу французького інженера Маріуса Барбару, який вирішив повністю змінити модельний ряд, що був запропонований ще Карлом Бенцем. Те, що на місце головного інженера покликали француза, розлютило Карла Бенца, і той залишає фірму разом зі своїми синами, які також працювали у фірмі батька.
Незабаром члени сім'ї починають потихеньку облаштовуватися на ділянці землі, купленій батьком сімейства ще наприкінці 19 століття в містечку Ладенбург. 1904 року, коли в Benz & Cie змінилося керівництво й босами стали Георг Діль і Фріц Ерл, а на місце головного інженера прийшов Ганс Нібель, один із синів, а сам Ріхард покинув сімейний проєкт і повернувся в Benz & Cie.

## Заснування компанії. Початок виробництва автомобілів
У 1906 році Карл, Берта і Еуген Бенци засновують підприємство C.Benz Söhne («Сини К. Бенца»). Фірма почала проєктувати двигуни внутрішнього згоряння. Тим часом стаціонарні двигуни, що працюють на бензині, витісняються електричними, батько і син вирішують вийти на автомобільний ринок і починають проєктувати власний автомобіль. У грудні 1908 року показали C. Benz Söhne Typ B 10/18PS, машина оснащувалася 4-циліндровим 2.6 л двигуном. Щоб прорекламувати новинку, було вирішено виставити автомобіль на гонки Prinz Heinrich Fahrt, які проходили в червні — автомобіль успішно виступив на цих заходах.
У 1910 році цю машину змінили дві серії, мотор 2.6 л був форсований до 22 к.с. і 26 к.с., перший варіант залежно від типу кузова називався Typ C, Typ D, Typ E або Typ F, а другий носив індекси Typ G, Typ H, Typ J, Typ K, проте вже в 1911 році 22-сильний варіант був знятий з виробництва, а серія 10/26PS випускалася до 1913 року.
У 1912 році Карл Бенц залишає підприємство синам, які стають єдиними господарями фірми, а сам стає членом піклувальної ради фірми Benz & Cie. Тоді ж брати будують нову модель з 3.5 л мотором — Typ L 14/42PS. 1913 року брати починають експериментувати з безклапанними моторами типу «Найта», але в серію їх вирішили не запускати, зате з'явилася молодша модель Serie A 8/20PS з 2-літровим мотором і оновлений 2.6 л варіант — Serie M 10/30PS.

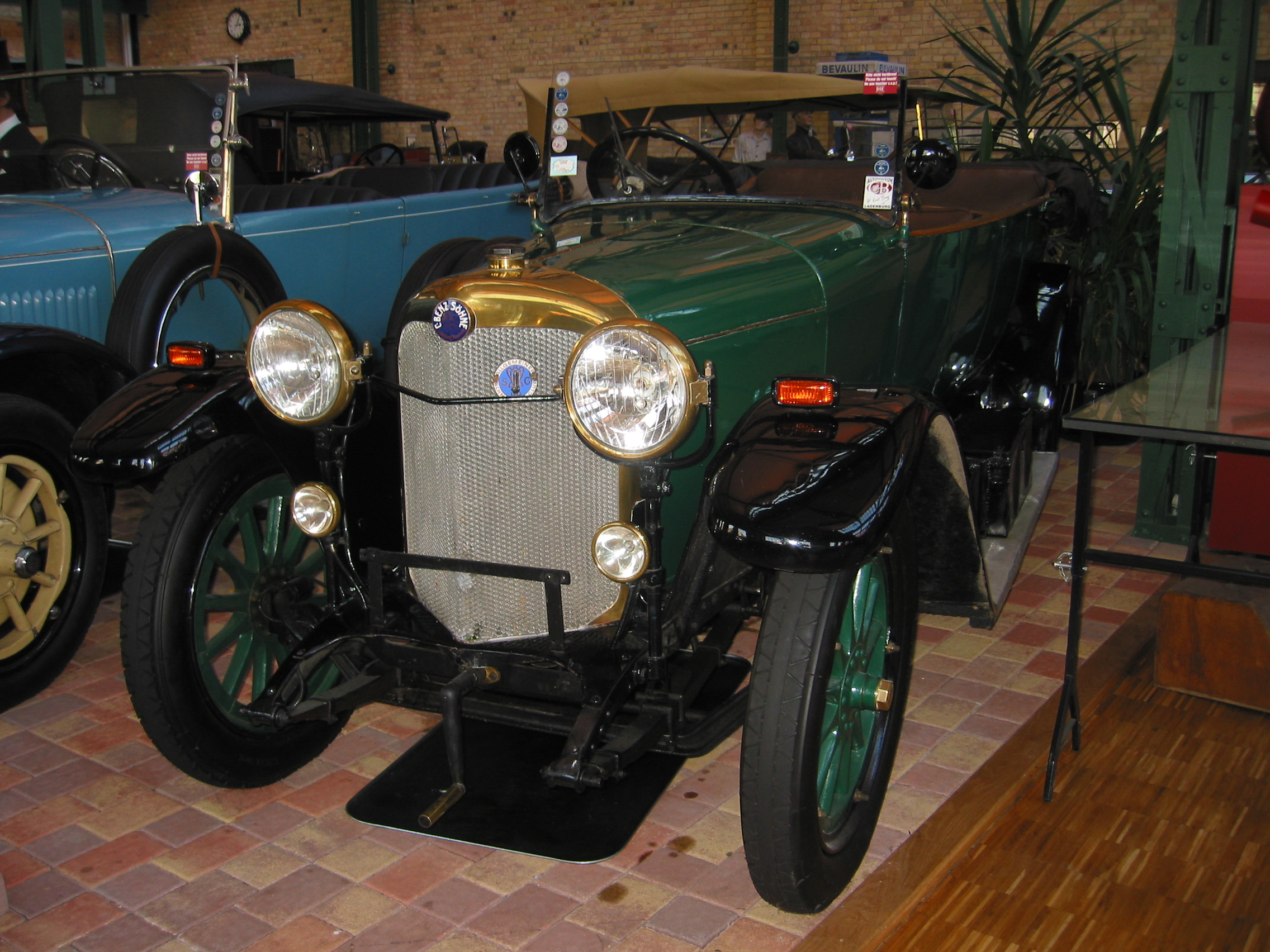
C. Benz Söhne Serie A 8/25PS

З початком Першої світової виробництво автомобілів зупинилося, після війни відновилося виробництво всіх 3-х моделей, тільки «Серія А» отримала форсований на 5 к.с. двигун і, відповідно, нове позначення — 8/25PS.

## Припинення виробництва автомобілів. Закриття компанії

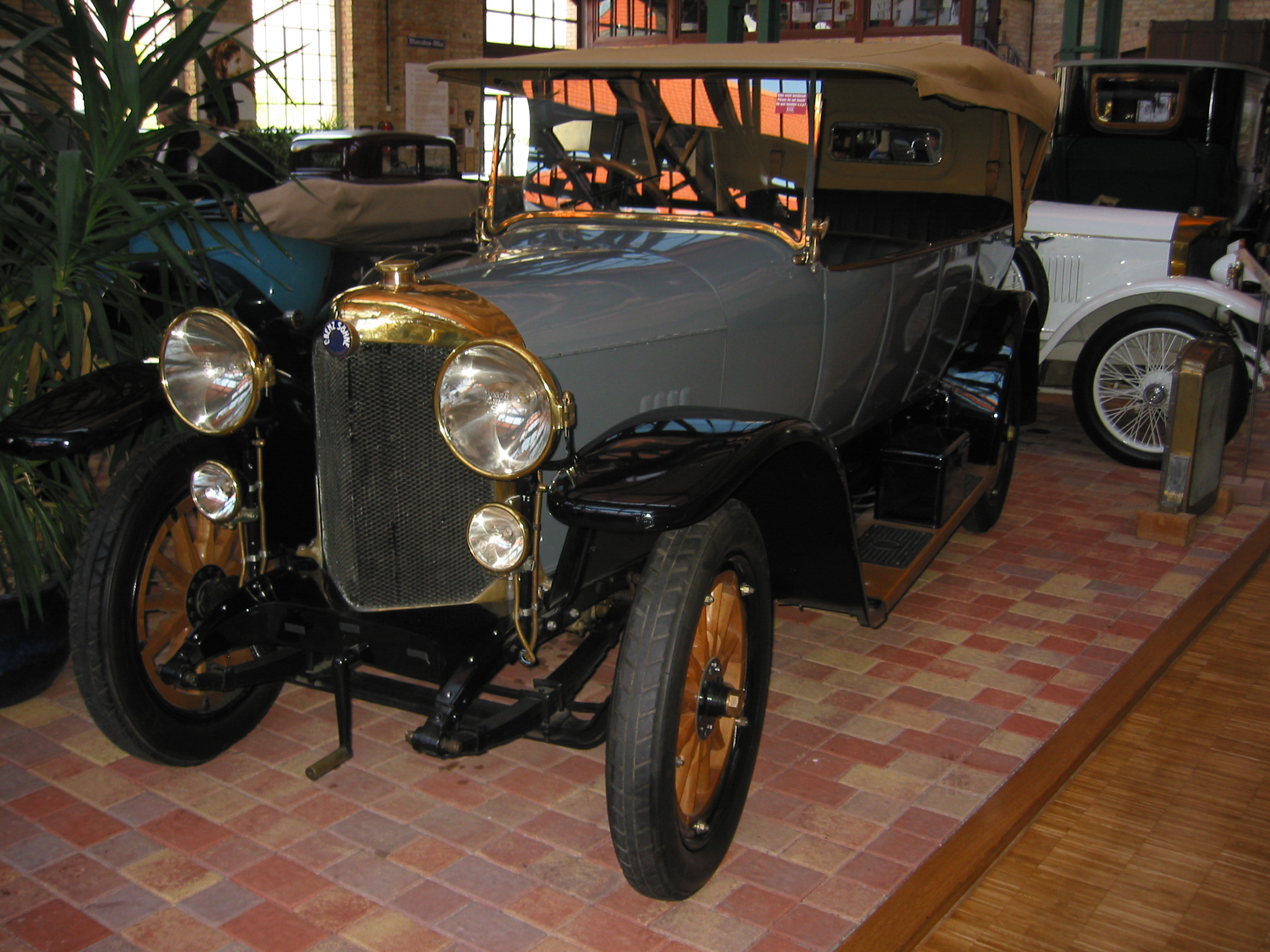
C. Benz Söhne Serie A 8/25PS

Проте вже в 1921 році припинили випуск «Серії М». 1923 року через економічні труднощі припинили виробництво автомобілів, продавши до цього часу всього близько 320 машин, але в 1924 році Карл Бенц виготовив з решти машинокомлектів дві машини серії 8/25PS для особистого користування своєї сім'ї. Ось ці два автомобілі і збереглися до сьогодні, решта (понад 300 авто), на жаль, втрачені.
Тож ця фірма до компанії Daimler-Benz AG не має прямого відношення.

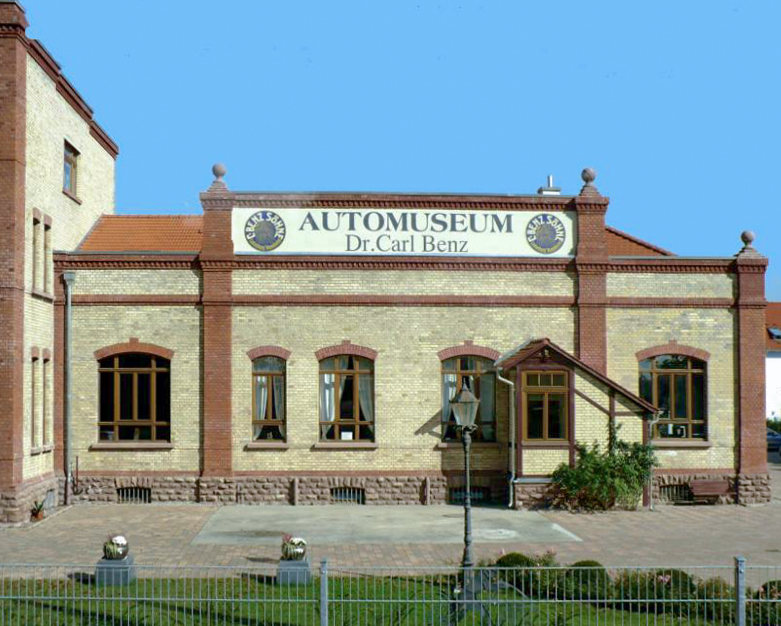
Музей Карла Бенца

Готтліб Даймлер і Карл Бенц бачилися всього один раз, у 1897 році, і то в суді, і навіть слова не сказали один одному.
Ініціали пишуться через латинську букву «С»: справа в тому, що з народження ім'я Карла Бенца писалося німецькою — Karl, так було записано в його свідоцтві про народження, потім — в атестаті політехнікуму і навіть у першому патенті ім'я писалося через К, але вже на початку 1880-х почалася мода на все французьке і Карл вирішив писати своє ім'я через С, тобто — Carl. У підсумку він нам знаний як Carl Benz.

## Список автомобілів C. Benz Söhne
- 1908 — C. Benz Söhne Typ B
- 1910 — C. Benz Söhne Typ C
  - C. Benz Söhne Typ D
  - C. Benz Söhne Typ E
  - C. Benz Söhne Typ F
  - C. Benz Söhne Typ G
  - C. Benz Söhne Typ H
  - C. Benz Söhne Typ J
  - C. Benz Söhne Typ K
- 1912 — C. Benz Söhne Typ L
- 1913 — C. Benz Söhne Serie A
  - C. Benz Söhne Serie M